# Klassisk gitarr

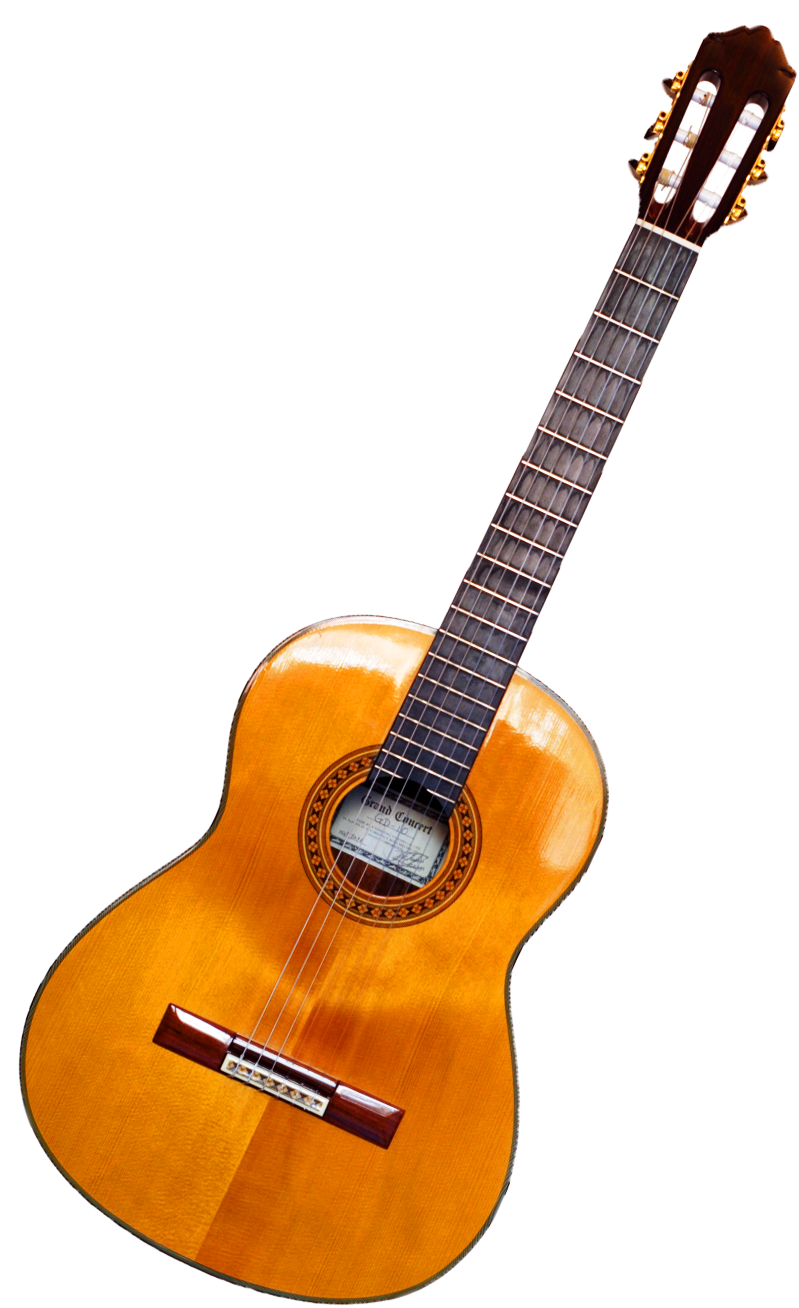
En modern klassisk gitarr.

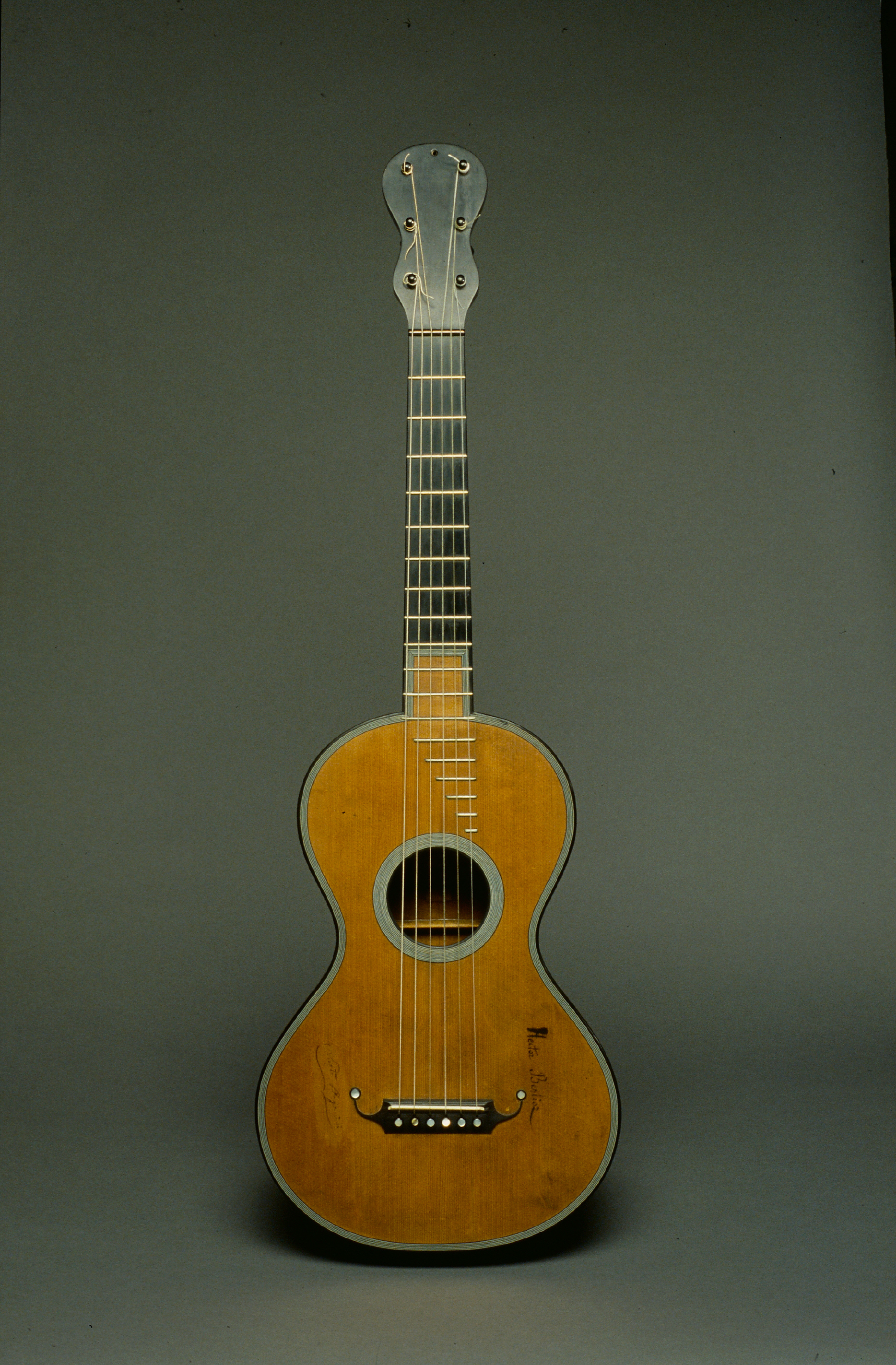
Gitarr från romantiken, strax före måtten standardiserades. Tillverkad på 1830-talet av Jean-Nicolas Grobert, som spelats av Paganini och ägts av Berlioz.

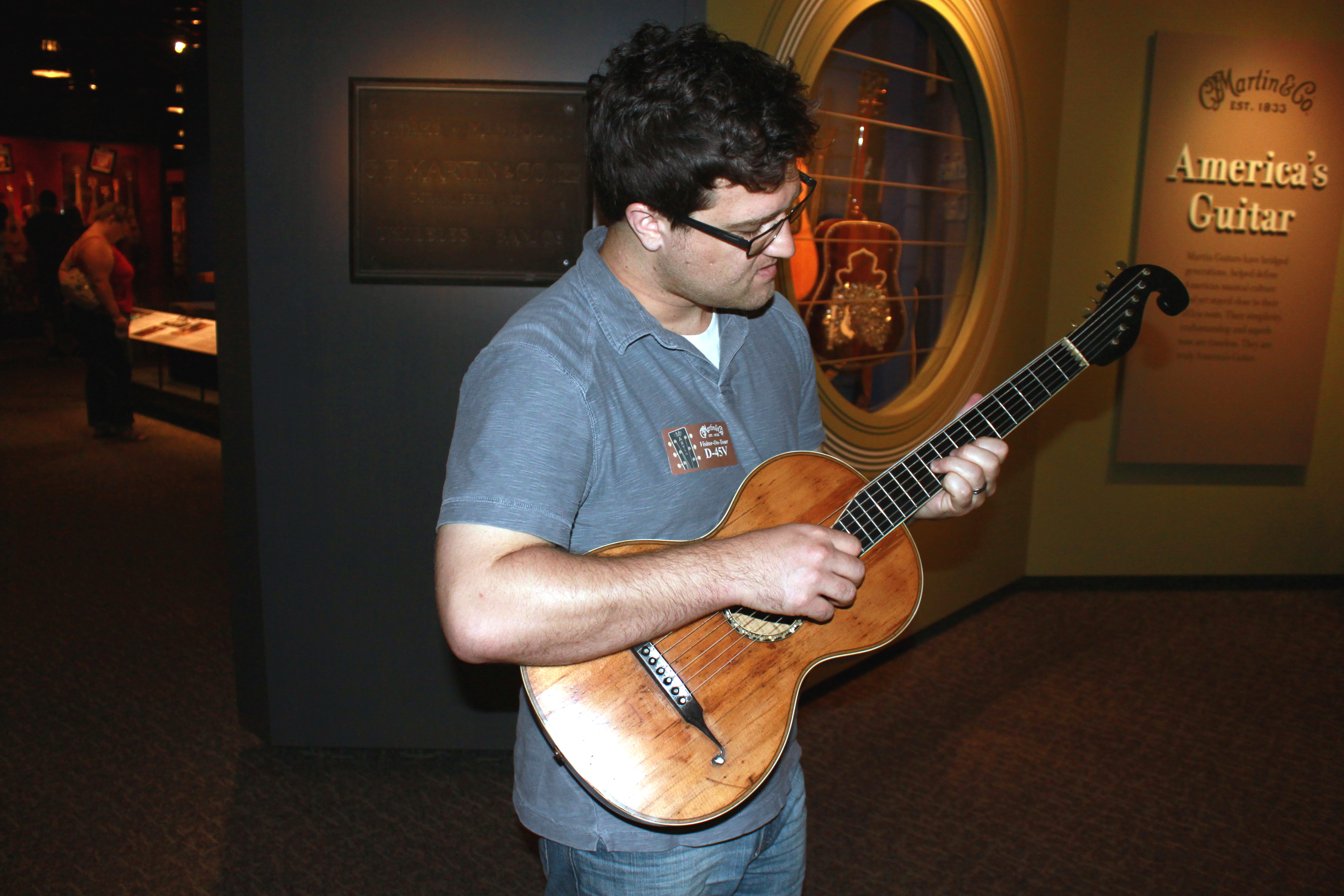
En Stauffergitarr.

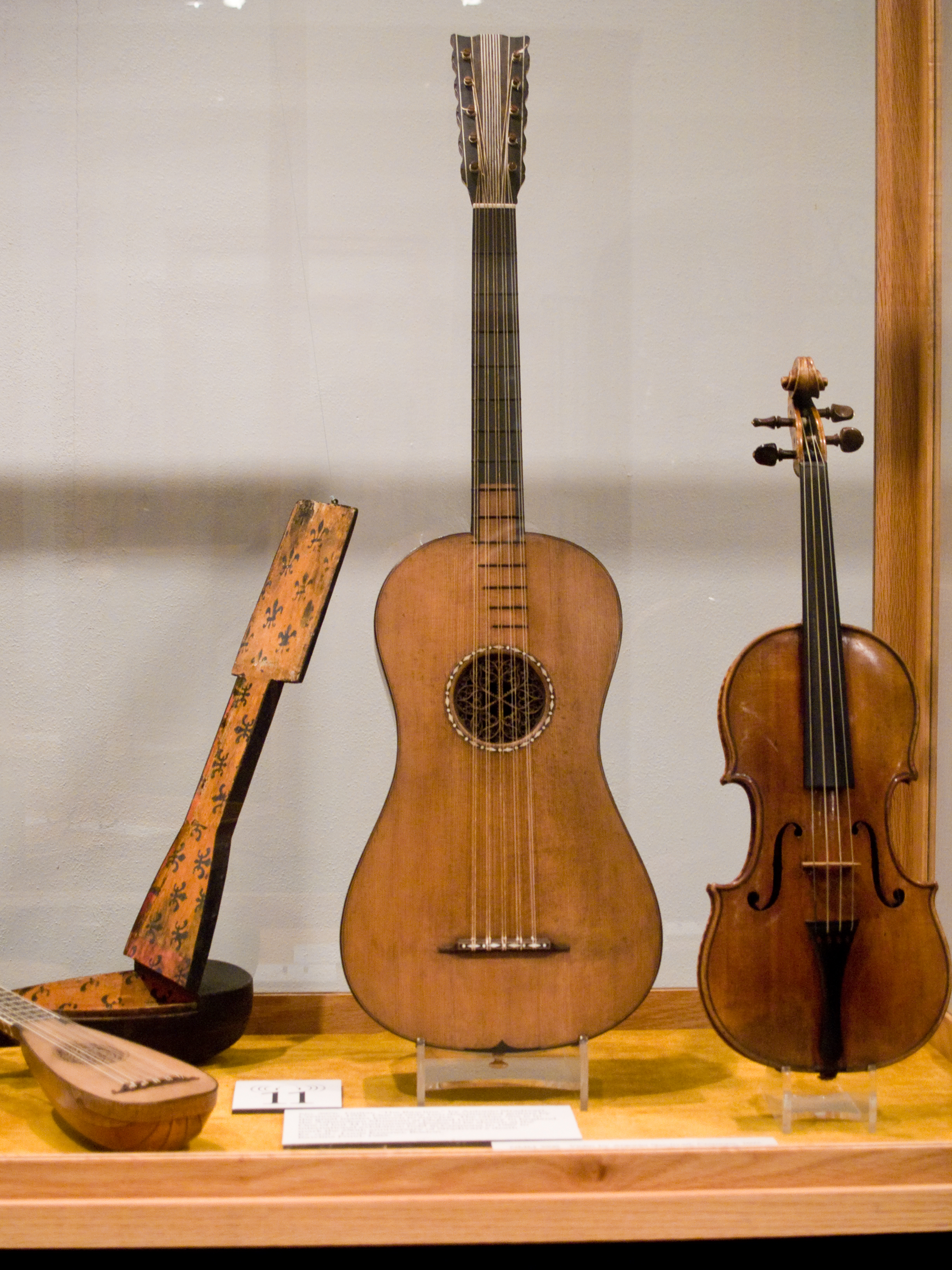
I mitten en Stradivariusgitarr från barocken.

Klassisk gitarr, även kallad spansk gitarr eller primgitarr, är en typ av sexsträngad akustisk gitarr, med nylonsträngar som typiskt spelas med fingerspel. 
Gitarren, som har en lång historia, kan sägas ha fått sin slutliga form runt mitten av 1800-talet. Det var först under senare halvan av 1800-talet, under nationalromantiken, som gitarren började användas mera allmänt i konsertmusiken. Innan dess hade den framför allt använts till folkmusik. 
Det fanns flera olika knäppinstrument som föregick den moderna klassiska gitarren. Omkring 1800 var gitarrnormen ett sexsträngat instrument, stämt i e-a-d-g-b-e. Föregångarna hade varit mindre i storlek, haft andra stämningar, dubbelsträngar och färre strängpar, men har gradvis konstruerats med allt större resonanslåda. Den som gav den moderna klassiska gitarren den slutliga formen var Antonio Torres  (1817-1892). En modern klassisk gitarrs totala längd är 100 cm, med en stränglängd på 65–66 cm. Vidden på övre delen av kroppen är 27–28,5 cm, och vidden på nedre delen 35–37 cm, medan midjan är 23,5–24,5 cm. Det finns alltså större akustiska gitarrer än den klassiska gitarren. Diskantsträngarna tillverkades ursprungligen av djurtarmar, men efter andra världskriget infördes nylon. Bassträngarna tillverkas av metallomspunnen silkestråd.

## Klassisk gitarrmusik
"Den klassiska gitarren" brukar man kalla spelande av klassisk musik med gitarr. Det uppstår därmed flera avgränsningsproblem. Det skrevs flera verk för gitarr under renässansen, men den gitarren hade fyra dubbelsträngar, var stämd g-c-e-a, hade mindre kropp, och krävde därför en annan teknik. Likaså barocken har efterlämnat mycket musik för gitarr, men gitarren under den epoken hade fem dubbelsträngar, och var stämd d-g-b-e, vilket innebär samma problem att uppföra epokens stycken med en modern klassisk variant. Därför används ofta bestämningen modern klassisk gitarr.
Gitarrmusiken är historiskt sett utvecklad från lutan. Eftersom lutan ansågs vara arabisk, och Spanien varit under muslimskt herravälde, skapades i stället vihuelan och sedermera gitarren. I länder som Italien och Frankrike gick utvecklingen åt samma håll, emedan lutan inte längre var funktionell. Lutan användes framför allt till att ackompanjera poetisk sång, med profana texter som vanligen handlade om erotisk kärlek. Åtminstone från och med barocken började den fyr- och femsträngade gitarren ersätta lutan, men hade sina kritiker som ansåg den föra oljud och dra till sig vulgära lyssnare och framförare. Verk från denna tid, från Italien och Spanien, är exempelvis passacaglia, fandango och chaconne, det vill säga dans- och underhållningsmusik. Medan många instrument endast förekom vid hoven eller kyrkan, fanns gitarren i samtliga samhällsskikt, med såväl kungligheter som handelsmän och resande artister som framförare. Med kolonialismen fick gitarrmusiken afrikanska och indianska influenser. Mot slutet av 1700-talet var den sexsträngade gitarren mycket populär, och flera kompositörer skrev kammarmusik för gitarr, däribland fransmannen Antoine de Lhoyer och italienaren Ferdinando Carulli. 1783 utkom emellertid ett verk av musikkritikern Karl Ludwig Junker, som förpassade gitarren till ett instrument för amatörer och borgerliga kvinnor, varefter många var direkt fientliga inför att tillåta konserter för gitarr.
Några viktiga personer som har främjat bruket av gitarr i den klassiska musiken är Fernando Sor och Fernando Carulli som båda levde och verkade under 1800-talet. Sor använde fingertopparna till anslag, medan en annan virtous Dionisio Agaduo använde naglarna. Till skillnad från senare standard, spelade Sor med övre gitarrkroppen vilande mot ett bord, men det fanns flera andra sätt att hålla gitarren. Somliga använde västerhandens tumme till att anslå bastonerna, vilket under tidig romantik noteras po, och vilket var möjligt eftersom halsen var smalare.
Francisco Tárrega utvecklade tremolotekniken med sin  "Recuerdos de la Alhambra", en teknik som dock redan brukades av bland andra Sor. Det var Tárrega som angav standarden att låta gitarren ligga på vänster knä, och att använda höger hands ringfinger i fingerspelet. En annan viktig person är Andrés Segovia som spelade och turnerade större delen av sitt liv, och som transkriberade flera verk till gitarr. Segovia växlade mellan fingertopps- och nagelanslag.
Några av de mest kända klassiska stycken som är skrivna för, eller ofta uppförs med, gitarr är Tárregas "Recuerdos de la Alhambra" och "Capricho árabe", "Romance Anónimo", "Concierto de Aranjuez" (gitarrkonsert) av Joaquín Rodrigo, Stanley Myers "Cavatina", och Isaac Albéniz' "Asturias". Verk som skrivits för luta, framförs ofta med klassisk gitarr. Förutom klassisk musik, används ofta klassisk gitarr till flamenco och folkmusik.

## Teknik
Kroppsställningen då man spelar klassisk gitarr är vanligen sittande, med gitarren vilande på vänstra knät och instrumenthalsen vinklad uppåt. Vänsterfoten är placerad på en 12–18 cm hög pall.
Vänsterhandens fingrar mot greppbrädan bestämmer tonhöjden. Tekniken i den handen kan varieras och skapa olika egenskaper hos tonen, till exempel vibrato genom att man snabbt och rytmiskt svänger fingret fram och tillbaka. Genom att snabbt glida med finget över banden kan man skapa portamento och legato. Vänsterhanden spelar en viktig roll i tonflödet och fingersättningen på greppbrädan är central. Till skillnad från vanliga gitarrackord, varieras fingerplaceringen vid klassiskt gitarrspel och är ett av de områden där musikern kan uttrycka sin individualitet.
Högerhandens fingrar skapar anslaget och därmed ton- och klangbildningen, och tekniken som används ger tonen en stor del av sin karaktär (modus). Det kan göras nära gitarrhalsen, över resonanshålet, eller närmre stallet, vilket ger olika klangfärg. Tummen på högerhanden kan användas till de mörkare strängarna vid arpeggiospel, eller dras över alla strängar vid ackordspel. Anslaget med de övriga fingrarna kan göras antingen med naglar eller fingertoppen. Dessa anslag sker underifrån, strängen "plockas". Två varianter av anslag är apoyando och tirando. Apoyando innebär att fingret, efter att ha gjort anslaget, kommer att vila mot nästföljande sträng (som i arpeggio), och tirando att fingret fortsätter anslaget på den nästkommande strängen (som i ackordspel).
Tremolo är sedan slutet av 1800-talet en central spelteknik, som företrädesvis utförs med tre fingrar i klassisk gitarr. Från flamencomusiken kommer rasgueado, en teknik som innebär att anslaget sker genom att hastigt och rytmiskt slå på strängarna med ovansidan av fingrarna, efter att handen knutits under tummen som spelar bastonen. Detta ger ett trummande eller snärtigt ljud. Rasgueado kan utföras med ett till fyra fingrar, och kan kombineras med arpeggio eller ackordspel med tummen. Till skillnad från de traditionella anslagen når fingrarna i rasgueandon strängarna ovanifrån, men rasgueandotekniken kan också utföras fram och tillbaka över strängarna.

## Den klassiska gitarrens delar
Delar på en klassisk gitarr:
- 1. Huvud
- 2. Sadel
- 3. Stämskruvar

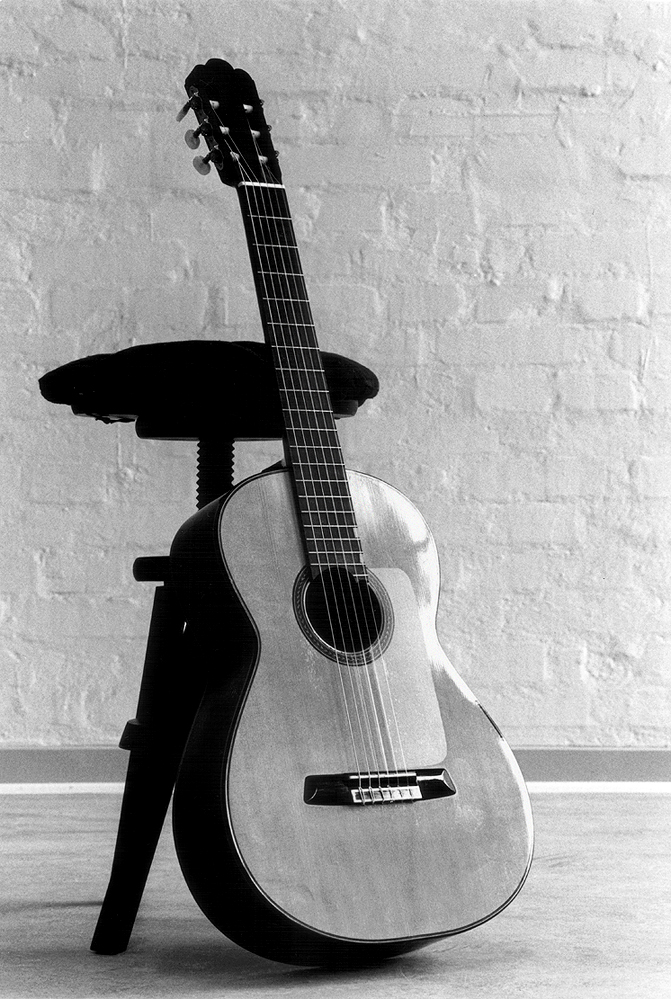
Carsten Grøndahls gitarr av märket Casimiro Lozano 1987.

- 4. Greppband (placerade i positioner motsvarande halvtonssteg)
- 7. Hals
- 8. Halsinfästning, vanligen limmad
- 9. Kropp
- 12. Stall
- 14. Bakstycke (botten) på resonanslådan
- 15. Lock på resonanslåda
- 16. Sidor (sarg)
- 17. Ljudhål, med omliggande dekoration
- 18. Strängar
- 19. Stall
- 20. Greppbräda

## Historia och byggare
Två framstående svenska gitarrbyggare var Georg Bolin och Karl-Erik Gummesson. Nu levande framstående gitarrbyggare är bland annat Michael Sandén, Lars Jönsson, Per Hallgren, Anders Ahlborg och Thomas Fredholm.